# زكي مراد (شاعر)
زكى مراد (ابريم، مصر، 1 سبتمبر 1927 - ديسمبر 1979)، كان شاعراً وأديباً ومترجماً يسارى مصري نوبى تلقى تعليمة في قريتة النوبية إبريم ثم التحق «بجامعة فؤاد الأول» في القاهرة لدراسة القانون وانضم للتنظيمات اليسارية من بعد ذلك. توفى في حادثة سيارة عام 1979.

## حياته
- ولد ذكي مراد في أول سبتمبر عام 1927 في قرية ” ابريم ” بالنوبة
- تلقى تعليمه الأولي في مدرسه القرية؛ ثم انتقل عام1939 إلى الإسكندرية ثم إلى القاهرة؛ حيث درس في مدرسه حلوان الثانوية ثم التحق بكليه الحقوق جامعة فؤاد الأول (القاهرة) وتخرج منها
- شارك منذ وقت مبكر في الحركة الوطنية المصرية وفي عام 1946 كان عضوا في ” اللجنة الوطنية للطلبه والعمال ” مما أدى إلى اعتقاله السياسي الأول في نفس العام.
- ثم اعتقل مره أخرى في أبريل 1947 لمناهضتة للسلطه الملكية والاحتلال البرطاني؛ ثم قبض عليه سنه 1949 بتهمة الانضمام لتنظيم شيوعي.
- خلال هذه السنوات شارك بالكتابة في العديد من المجلات الثورية بمقالات تعبر عن عمق وجسارة لازمت روحه حتى فاضت لبارئها من هذه المجلات: الملايين؛ الجماهير؛ الكاتب؛ الواجب؛ الضمير؛ الناس وام دورمان.

## مسيرته
- شارك عام 1951 في ” لجنة الميثاق الوطني ” التي كونتها القوى الوطنية آنذاك؛ وانضم إلى حركة ” حدتو ” التي وضعت برنامج الجبهة الوطنبه الديمقراطية للشعب.
- كما ساهم في تنظيم المقاومة الشعبية والكفاح المسلح ضد قوات الاحتلال البريطاني في منطقه القناة والتل الكبير.
- عندما قامت ثورة يوليو 1952 كان من طليعة المؤيدين لها والمدافعين عن توجهها الوطني التقدمي؛ ولكن عندما اتخذت الثورة نهجا ديكتاتوريا استبداديا عارضها وانتقدها ودعا إلى تشكيل جبهة وطنيه ديمقراطيه من أجل عوده الحياة النيابيه ولرفض الأحلاف العسكرية؛ مما افضى به إلى السجن والاعتقال مرة أخرى؛ حيث قدم للمحكمة العسكرية برئاسة (الدجوي) في نوفمبر 1953 بتهمة تشكيل جبهة لإسقاط النظام وحكم عليه بالاشغال الشاقه ثماني سنوات قضاها في سجن الواحات؛ ولم يخرج بعد قضاء مدة العقوبة حيث صدر أمر باعتقاله وهو مسجون فظل معتقلا حبيس السجن لمده أحد عشر عاما متصله حتى يونيو 1964.
- كان في مقدمة من وقفوا بحسم ضد اتجاه التبعية وسياسات الاستسلام التي انتجها السادات مما افضى به مرة أخرى إلى السجون والمعتقلات في عام 1975 بتهمة تاسيس تنظيم شيوعي لقلب نظام الحكم؛ ثم في عام 1977 بتهمة التحريض على انتفاضه 18 و19 يناير وتاجيجها؛ ثم في عام 1979 حيث قبض عليه وظل معتقلا حتى قبيل استشهاده بشهرين عقابا له على تفعيل دعوتة لتشكيل جبهة وطنيه ديمقراطيه لإسقاط معاهده كامب ديفيد واتفاقيات السلام المخزية مع إسرائيل.
- احتل موقع سكرتير عام اللجنة المركزية، الحزب الشيوعى المصرى
- ما ان أعلن زكي مراد صيحته المدويه في أبريل 1979 بان: ” مصر ليست ملكا لماركسي ولا ملكا لوفدي ولا ملكا لناصري ولا ملكا لاخواني أو ملكا لاحد الاتجاهات الإسلامية ان مصر هي ملك لجميع المصريين والمصريه هنا ليست مجرد انتماء وانما تحدد بالمواقف؛ فانت مصري حقيقي إذا كنت تقف في خندق اعداء الصهيونية واعداء من هم خلف الصهيونية من قوه الاستعمار العالمي اما إذا كنت في خندق أمريكا وإسرائيل فلتبتعد عنا واتعلم ان الذي بيننا وبينك هو الكفاح والسلاح ولتكن النتيجة ما تكون ”
- منذ هذه الصيحة المجمعه المحدده للخنادق التي أطلقها الحالم الثائر تربص به الموت الغادر واعداء الحرية والكرامة.
- ففي يوم 18 ديسمبر 1979 استقل زكي مراد سيارته متجها إلى الإسكندرية وكان في حافظة اوراقة الخاصة صوره التقرير السياسي الذي اعده ” الحزب الشيوعي المصري ” بشان الموقف من معاهدة السلام؛ وحسب روايه شهود العيان فان سياره مجهوله بالقرب من ايتاي البارود أسرعت على يمين سيارة المناضل زكي مراد ودفعتها دفعا لانحراف يسارا لكي تتخطى الحاجز الوسطي من الطريق وتصطدم بسياره نقل قادمه من الاتجاه المضاد.
- قام المهندس فوزي حبشي؛ أحد رفقاء الشهيد؛ بعد اقل من اربع ساعات من الحادث بمعاينة الموقع على الطبيعة فوجد أنه قد عبث بحافظه اوراق الشهيد ولاحظ ان كل ما بها سليم باستثناء ذلك التقرير السياسي الذي اختفى منذ ذلك الوقت.

## أهم أعماله
- ديوان شعر «قصائد مصرية»
- اشترك مع زملائه محمد خليل قاسم وعبد الدايم طه في كتابه ديوان «سرب البلشون».
- ترجم كتب سياسية وأدبية.
- له مقالات وأعمال أدبيه وسياسية في معظم الصحف والمجلات المصرية.